# Seni Singhateh
Sainey „Seni“ Singhateh (* 1939 in Foday Kunda, Wuli East; † 13. September 2013 in Philadelphia, USA) war ein Politiker im westafrikanischen Staat Gambia.

## Leben
| Parlamentswahl | Stimmen | Stimmanteil |
| -------------- | ------- | ----------- |
| 1977           | 4.839   | 76,10 %     |
| 1982           | 4.463   | 49,84 %     |

| Parlamentswahl | Stimmen | Stimmanteil |
| -------------- | ------- | ----------- |
| 1987           | 1.862   | 76,10 %     |
| 1992           | 1.527   | 44,26 %     |

Er begann als Lehrer an verschiedenen Schulen wie der Sutu-Koba Primary School, der Armitage High School und der Blind School of Yerroberri Kunda in Bansang zu arbeiten, trat in die Politik ein.
Singhateh trat bei den Parlamentswahlen 1977 als Kandidat der People’s Progressive Party (PPP) im Wahlkreis Wuli an. Er gewann den Wahlkreis mit 76,10 % der Stimmen vor dem Kandidaten der National Convention Party (NCP) Mohammed S. Darbo und erhielt einen Sitz im House of Representatives. Bei den folgenden Parlamentswahlen 1982 trat Singhateh erneut im selben Wahlkreis an und konnte ihn mit 80,82 % der Stimmen gegen Darbo verteidigen. Vor den Parlamentswahlen 1987 wurde der Wahlkreis in Wahlkreis Eastern Wuli und Wahlkreis Western Wuli geteilt, Singhateh trat im östlichen Wahlkreis erneut gegen Darbo an, Nyanamang Wally und Sidia Jatta kandidierten ebenso in diesem Wahlkreis. Singhateh konnte 49,84 % der Stimmen auf sich vereinigen und zog damit erneut im House of Representatives ein. Bei den folgenden Parlamentswahlen 1992 erhielt er 44,26 % der Stimmen, seine drei Gegenkandidaten erhielten weniger. Bei den folgenden Parlamentswahlen 1997 und nach dem Putsch in Gambia 1994 von Yahya Jammeh und Verbot der PPP betätigte sich Singhateh nicht politisch aktiv.
Im Januar 1981 wurde er vom Präsidenten Dawda Jawara als Minister für Landwirtschaft und natürliche Ressourcen ins Kabinett berufen. Nachdem er viele Veränderungen im Ministerium herbeigeführt hatte, wurde er im Mai 1982 als Landwirtschaftsminister nach der Wiederwahl Jawaras und Kabinettsumbildung durch Saihou S. Sabally ersetzt. Er wurde dann bis zum Staatsstreich 1994 in das Amt des Präsidenten versetzt.